# Radovan Siljevski
Radovan Siljevski (n. Belgrado, 17 de julio de 1986) es un nadador de estilo libre serbio.

## Biografía
Hizo su primera aparición en los Juegos Olímpicos de Pekín 2008, nadando en la tercera serie de la prueba de 200 m libre, pero tras hacer un tiempo de 1:50.25, y quedar en la posición número 40, no pasó a la siguiente ronda. Posteriormente nadó en el Campeonato Mundial de Natación de 2011, y un año después en el Campeonato Europeo de Natación de 2012, quedando de nuevo sin medalla. Unos meses después volvió a aparecer en las olimpiadas, en los Juegos Olímpicos de Londres 2012, nadando en la prueba de 200 m libre. Nadó en la segunda serie, y quedó segundo de la misma con un tiempo de 1:51.40, insuficiente para pasar a las semifinales al quedar en la posición 32 en el sumario total. También nadó los 4 x 100 m libre, haciendo un tiempo de 3:18.79, siendo de récord nacional, pero sin poder pasar a la final.